# 膠水縣
胶水县，中国古县名。
隋朝仁寿元年（601年）改长广县置，治所在今山东省平度市，属东莱郡。唐朝时，属莱州。贞观元年（627年），省胶东县入胶水县。北宋、金朝、元朝不改。明朝洪武二十二年（1389年）省入平度州。